# Norbert Lohfink
Norbert Lohfink, né le 28 juillet 1928 à Francfort-sur-le-Main et mort le 23 septembre 2024 à Munich (Allemagne), est un prêtre jésuite et théologien catholique allemand.
Il enseigne de nombreuses années à la Faculté de philosophie et de théologie de Sankt Georgen à Francfort-sur-le-Main et publié de nombreuses recherches sur le Deutéronome ainsi que sur le livre de Qohélet. Il est professeur émérite d'exégèse de l'Ancien Testament. Il est le frère du théologien Gerhard Lohfink.

## Publications (sélection)
- Das Hauptgebot. Eine Untersuchung literarischer Einleitungsfragen zu Dtn 5–11 (= Analecta Biblica, 20). Pontificio Instituto Biblico, Rome, 1963.
- Écoute, Israël ! Commentaires de textes deutéronomiques ; trad. fr. Lyon, X. Mappus, 1968.
- L'Ancien Testament, bible du chrétien aujourd'hui, 1965 ; trad. fr. Paris, Centurion, 1969.
- Sciences bibliques en marche : un exégète fait le point, 1967 ; trad. fr. Paris, Casterman, 1969.
- Kohelet, Echter, Würzburg, 1980 (4e édition révisée en 1993) ; trad. anglaise publiée en 2003.

## Nécrologie
- "In Memoriam Norbert Lohfink SJ," par Bernard M. Levinson. Society of Biblical Literature In Memoriam Archive. Retrieved 15 October 2024.
- "Le père Norbert Lohfink sj. est décédé à Munich (24/09/2024)," Association Catholique Française pour l’Étude de la Bible. Retrieved 24 October 2024.